# 李載義
李載義（788年7月18日—837年6月4日），本名李再义，字方穀，封武威郡王，唐朝宗室，826年—831年间控制卢龙并任卢龙节度使，实质独立于朝廷，他在藩鎮時尊敬天子唐文宗、且又参与了对叛将李同捷的讨伐，所以当他被杨志诚兵变驱逐后，朝廷仍任他为节度使，在另两镇任职。

## 背景
李再義是唐太宗废太子李承之后，故是唐朝远支宗室。他的先祖们世代以在战场上的威力闻名，在卢龙镇军部幽州（在今北京）任职。李再義早年丧父，和同乡豪杰四处旅游。他身体强健，善于摔跤，打动了时任卢龙节度使刘济，被其招入亲军，并因为立功而先后被提升为衙前都知兵马使、检校光禄大夫兼监察御史、牙中兵马使。
宝历二年（826年）五月，时任卢龙节度使朱克融及其长子朱延齡因兵变被杀。另一批士兵支持朱克融的幼子朱延嗣继任。但朱延嗣很残忍，八月，时任衙前都知兵马使的李再義与弟牙内兵马使李再宁领导了另一场兵变杀了朱延嗣，又杀了他全家三百余人，自称留后，随后上表朝廷弹劾朱延嗣的罪行。九月，幽州监军奏闻此事于朝廷。十月，唐敬宗任他为新的节度使，拜检校户部尚书、兼御史大夫，封武威郡王，充幽州卢龙等军节度副大使兼幽州大都督府长史，知节度事。赐名李载义。

## 任卢龙节度使
唐文宗太和元年（827年），朝廷准备讨伐在横海节度使李全略死后不经朝廷许可擅自控制横海镇的其子李同捷。李載義自愿为朝廷助战，朝廷因李载义诚恳，五月特加检校右仆射。当八月文宗对李同捷宣战时，李載義是将领之一，以战功加司空，进阶金紫。李同捷为了争取其他节度使的支持，派很多亲属向他们行贿钱财、库藏和妇女。成德节度使王廷凑受其笼络。李載義扣押了前来行贿的李同捷的侄子并将他和贿赂奴婢四十七人等一同送往长安。李同捷又表朝廷加李载义左仆射，意欲笼络。三年（829年）正月，李載義参与了对横海镇军部滄州的进攻，克长芦。王廷凑射蜡书求救于幽州，被李载义所获。三月，奏将故节度使张弘靖判官家属一百九十人送往长安。四月又克沧州罗城，李同捷投降。李载义军对俘虏多剖杀，宰相韦处厚写信给李载义讲道理，李载义停止杀俘。五月，李载义被授予同中書門下平章事的宰相荣衔，赐实封三百户，赐白玉带以示殊礼。
四年（830年），李载义打败了进攻卢龙的奚人，执其大将二百余人，俘获其帅茹羯送往长安。六月，以检校司徒加守太保。
五年（831年）正月，当李载义在球场和朝廷使者饮宴时，后院兵马使杨志诚兵变，李载义及其子李正源被迫逃往相邻的义武镇的易州，上言愿率妻儿入朝。杨志诚自称留后。文宗本想出兵恢复李载义的地位，但宰相牛僧孺指出朝廷已经无力再进行这样的军事行动，且李载义当初夺取卢龙也并非正道，今日的杨志诚正如当初的李载义。文宗于是允许杨志诚接管卢龙，虽然只任他为兵马留后；派使者去太原迎李载义到长安，赐袍笏装器，因他尊敬自己和参与讨伐横海，二月，仍允许他保有同中书门下平章事的头衔，赐第永宁里，仍守太保。

## 后期仕途
四月，文宗任李载义为山南西道节度、观察等使、兼兴元（山南西道军部）尹。七年（833年）六月，迁北都留守，兼太原尹，充河东节度观察处置等使。不久加开府仪同三司。因母去世去职，起复为骠骑大将军，其余官职如故。当时唐朝的盟友回鹘派使团进贡时于路劫掠，地方政府不敢抱怨，只敢调兵自守。当李载义到河东时，正逢李暢率领的回鹘使团。李载义对李暢说：“可汗派将军来纳贡，以巩固甥舅之谊（因此前唐朝与回鹘有和亲，故唐朝皇帝自认为回鹘可汗之舅），不是派你来侵犯和羞辱我朝的。如果将军不节制部下，使他们做出强暴或抢劫的勾当来，我李载义会杀了他们。别以为你们可以无视我朝的法律。”随后，他遣散了护卫，只在官邸留下2名卫兵。李畅被打动了，没有对他做出敌意的举动。
八年（834年），杨志诚被部将史元忠驱逐，逃往长安，十月，途经河东，李载义将其殴打，还想杀他，在手下苦苦劝谏下才没有杀，但仍然杀了杨志诚的妻儿和随从兵将。文宗因他有功，没有处罚。李载义上表指称杨志诚挖掘了他母亲和兄长的坟墓，盗取陪葬，请求处死杨志诚并要挖出他的心来祭奠母亲。文宗拒绝了，而当史元忠把杨志诚秘制的天子衮冕送给文宗、表示杨志诚想称帝时，文宗将杨志诚流放，并在途中杀了他。九年（835年）十一月，李载义又被加更高的宰相荣衔兼侍中。当李载义的部下提出要立碑纪念李载义的功勋时，文宗同意了，并请前宰相李程起草碑文。写碑文要写出当事人的字，但当时李载义还没有字，文宗就下诏取《尚书》“凡厥正人，既富方谷”之句，给他赐字方谷。
当月，文宗和宰相李训、将军郑注计划根除统领内省的当权宦官（即后来的甘露之变），作为计划的一部分，文宗将李载义召回长安兼侍中，又守太傅，任李训的党羽户部尚书判度支王璠为新任河东节度使，使其可以调动军队。计划失败后，李训、郑注及几位宰相及几名同谋者被杀，文宗实际被宦官软禁，但李载义被允许留任河东。李载义晚年变得骄傲而残忍。开成初年，他与卢龙节度使史元忠累表为潮州司户参军事李宗闵辩解，使其被徙为衢州司马。二年（837年）四月，李载义在太原去世，追赠为太尉。
唐武宗会昌四年（844年），河北三镇曾遣使者至京，宰相李德裕曾面谕李载义为国尽忠，即使被军人驅逐也做了使相，而杨志诚不敬朝廷，被军中所逐后不被朝廷赦免的例子，對河北三镇，告知祸福。武宗也认可李德裕对河北三镇明告此言，三镇因而不敢有异志。

## 子
- 李正源，右羽林将军兼御史大夫
- 李弘源，太子左谕德